# Richard de Gerberoy
Pour les articles homonymes, voir Gerberoy (homonymie).
Richard de Gerberoy est un prélat catholique, évêque d'Amiens de 1204 à 1210.

## Biographie

### Famille
Richard de Gerberoy était le fils d'Eustache de Gerberoy, chevalier, vidame de Gerberoy et d'Ermentrude. Ses deux frères étaient les chevaliers Gervais et Guillaume de Gerberoy.

### Carrière ecclésiastique
Il fut d'abord chanoine puis doyen du chapitre cathédral et enfin évêque d'Amiens en 1204. C'est pendant son ministère épiscopal qu'en 1206, le chanoine Wallon de Sarton rapporta à Amiens le chef de Jean-Baptiste qu'il avait pris lors du sac de Constantinople par les croisés en 1204.
Richard de Gerberoy accueillit solennellement la relique dans la cathédrale d'Amiens qui était la cathédrale romane incendiée en 1218.
Il mourut en 1210 et fut inhumé dans l'église de l'abbaye Saint-Martin-aux-Jumeaux d'Amiens

### Œuvres
Richard de Fournival, alors chancelier de l’Église d'Amiens, attribue à Richard de Gerberoy la rédaction des ouvrages suivants :
- Liber de abbreviata Historia Romanorum
- Liber de quatuor virtutibus
- Ave Maria

## Pour approfondir